# Knolsteenbreek
De knolsteenbreek (Saxifraga granulata) is een plant uit de steenbreekfamilie (Saxifragaceae). 

## Verspreiding
De soort komt voor in West-Europa en in de bergen van Zuid-Europa. Hij komt in Nederland voor in het zuiden en langs de grote rivieren. In Vlaanderen is de plant vrij algemeen in het Maasgebied, in Limburgs Haspengouw en in de Kempense en Brabantse rivier- en beekdalen. Buiten genoemde gebieden is de soort zeer zeldzaam of ontbrekend. De soort staat in Nederland als sterk afgenomen en bedreigd op de Rode Lijst van 2012. 

## Beschrijving
Het is een vaste plant die 15-50 cm hoog wordt. De 1-3 cm lange bladeren zijn met uitzondering van de bovenste rond tot niervormig met gekarteld-getande rand. De bovenste bladeren zijn wat langwerpiger. Knolsteenbreek bloeit van mei tot juni met witte bloemen, die ongeveer 1,5 cm groot zijn. De bloem bestaat uit vijf kroonbladen. De bloeiwijze is een los bijscherm. 
De plant floreert in onbemest hooigrasland, maar ook langs bospaden. Vermeerdering gebeurt door langlevend stoffijn zaad en door broedbolletjes die zich in bladoksels vlak boven de grond ontwikkelen.

## Plantengemeenschap
Knolsteenbreek is een indicatorsoort voor het mesofiel hooiland (hu) subtype 'Glanshavergrasland', een karteringseenheid in de Biologische Waarderingskaart (BWK) van Vlaanderen en het Brussels Hoofdstedelijk Gewest.

## Cultivars
'Haarlems klokkenspel' (Saxifraga granulata 'Plena') is een gevuldbloemige cultivar die verwilderd als stinsenplant voorkomt bij buitenplaatsen zoals het Huis te Manpad (Heemstede), Beeckestijn (Velsen), Thijsse's Hof (Bloemendaal), Martenastate te Cornjum en de Haarlemmerhout. Zo ook bij de Schierstins in Veenwouden, waar het plantje door de bevolking 'stinzeblomke' werd genoemd. Algemeen wordt aangenomen dat de term 'stinzenplanten', bedacht door de bioloog Jacob Botke uit Veenwouden, hierop gebaseerd is. (Bij de Schierstins bloeit overigens ook de niet gevulde knolsteenbreek, die hier als stinzenplant kan worden beschouwd omdat dit ten noorden van het verspreidingsgebied ligt..)